# Schildereprijs
De schildereprijs (Veronica scutellata) is een lage, vaste plant uit de weegbreefamilie. In Nederland is de plant afhankelijk van de streek vrij algemeen tot zeer zeldzaam. In België staat schildereprijs op de Rode Lijst van planten als vrij zeldzaam tot zeldzaam.
De plant wordt 10-30 cm hoog en heeft lijn- tot lancetvormige, zittende bladeren. Schildereprijs bloeit van mei tot september met sneeuwwitte, fijn, rood of blauw geaderde, tweeslachtige bloemen, die door vliegen bestoven worden. De vrucht is een vlak samengedrukte doosvrucht, die aan de top is ingesneden en aan de voet afgerond.
Schildereprijs komt voor op natte, voedselarme venen, in hoogveen-moerassen, duinpannen en in en aan sloten.

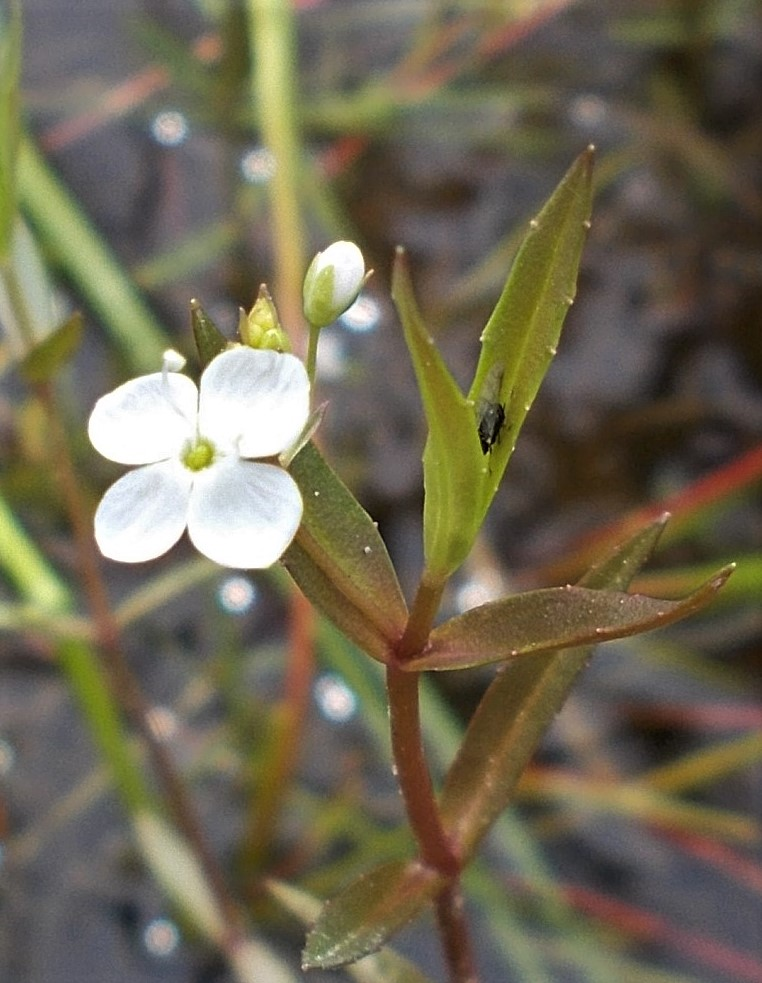